# Veronika Nádasi
Veronika Nádasi (ur. 4 grudnia 1977 w Budapeszcie) – węgierska aktorka i wokalistka.
Od 2006 r. jest członkiem Budapeszteńskiego Teatru Operetki. Występuje także gościnnie.
Kształciła się na uczelni Toldy Mária musicalstúdió, a następnie w szkole muzyki rozrywkowej. W 2005 r. ukończyła studia na Uniwersytecie Sztuk Teatralnych i Filmowych.
W 1996 r. wygrała konkurs Ki mit tud? w kategorii musicalu, a w 1997 r. zajęła drugie miejsce w finale Konkursu Piosenki Eurowizji na Węgrzech.
Jest także aktorką dubbingową.